# Зянієво
Зяні́єво (рос. Зяниево) — присілок в Балезінському районі Удмуртії, Росія.

## Населення
Населення — 18 осіб (2010; 20 в 2002).
Національний склад станом на 2002 рік:
- удмурти — 100 %